# أليس ميلز
أليس ميلز (بالإنجليزية: Alice Mills) هي مصورة أسترالية، ولدت في 1870 في بالارات في أستراليا، وتوفيت في 1929.